# Кампинасу
Кампинасу (порт. Campinaçu) — муниципалитет в Бразилии, входит в штат Гояс. Составная часть мезорегиона Север штата Гойяс. Входит в экономико-статистический микрорегион Порангату. Население составляет 3133 человека на 2006 год. Занимает площадь 1974,367 км². Плотность населения — 1,6 чел./км².

## Статистика
- Валовой внутренний продукт на 2003 год составляет 18 606 856,00 реалов (данные: Бразильский институт географии и статистики).
- Валовой внутренний продукт на душу населения на 2003 год составляет 5479,05 реалов (данные: Бразильский институт географии и статистики).
- Индекс развития человеческого потенциала на 2000 год составляет 0,733 (данные: Программа развития ООН).